# Stuptygel

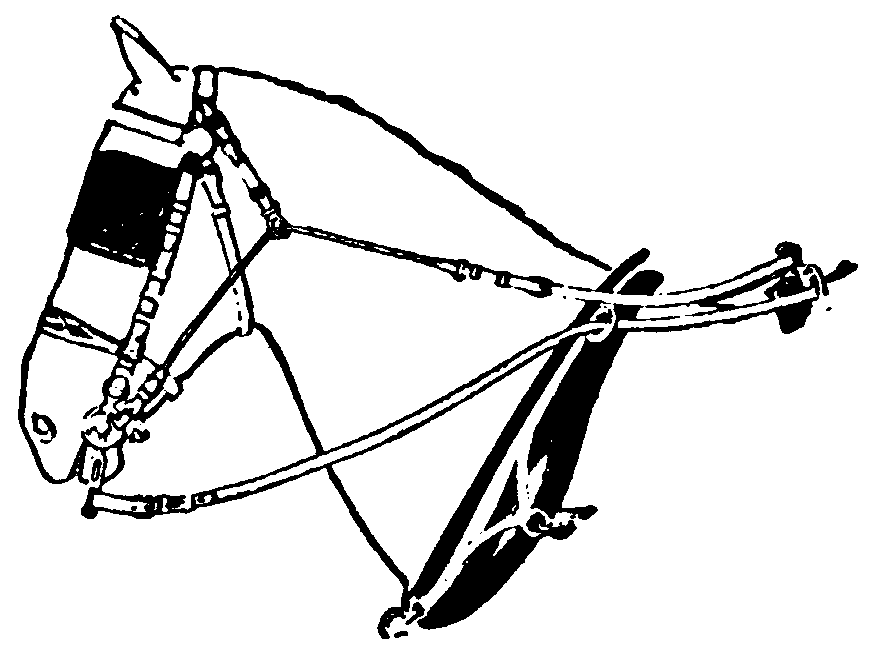
Löst åtdragen stuptygel.

En stuptygel är en förr vanlig typ av hjälptygel, avsedd att få hästen att hålla huvudet högre. Den användes främst på vagnshästar under 1800-talet, då det, till skillnad från idag, var modernt att hästarna höll huvudena högt. Stuptygeln utgår från betslets nackstycke och löper sedan ned genom ett extra bett och får därigenom en gag- eller hissinverkan (även fästanordningar utan hissverkan förekommer). Därefter går den tillbaka genom en metallögla i nackstycket och fästs slutligen i däckeln på selen. Det finns även en variant kallad overcheck som består av en enkel rem från däckeln till nackstycket, där den löper ned över hästens panna för att sedan delas itu och fästas, med eller utan extra metallanordningar, i extrabettet.

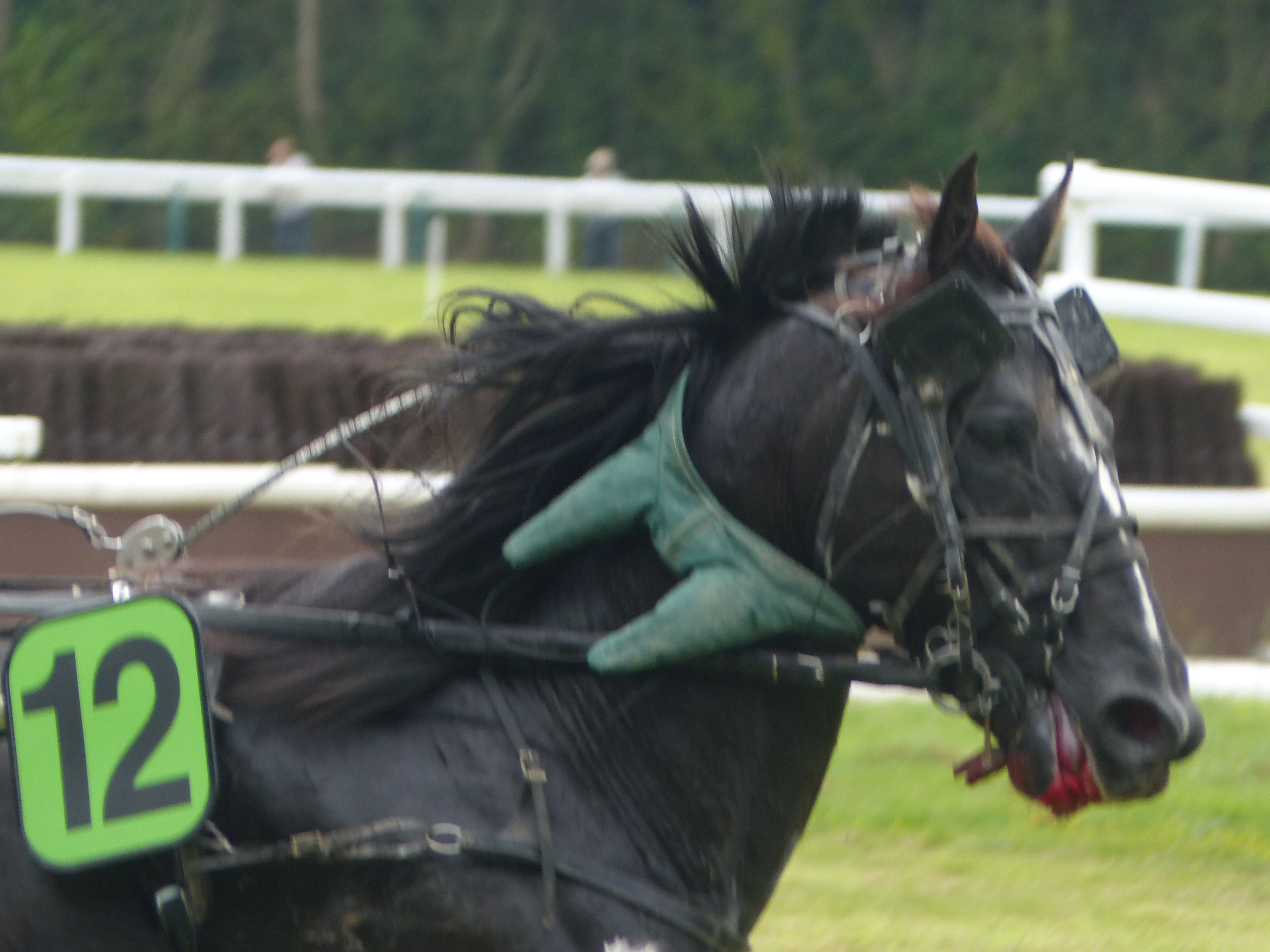
Travhäst, betslad med stuptygel (uppkäk) blöder i munnen till följd av överansträngda lungor. Användningen av stuptygel begränsar hästens andning.

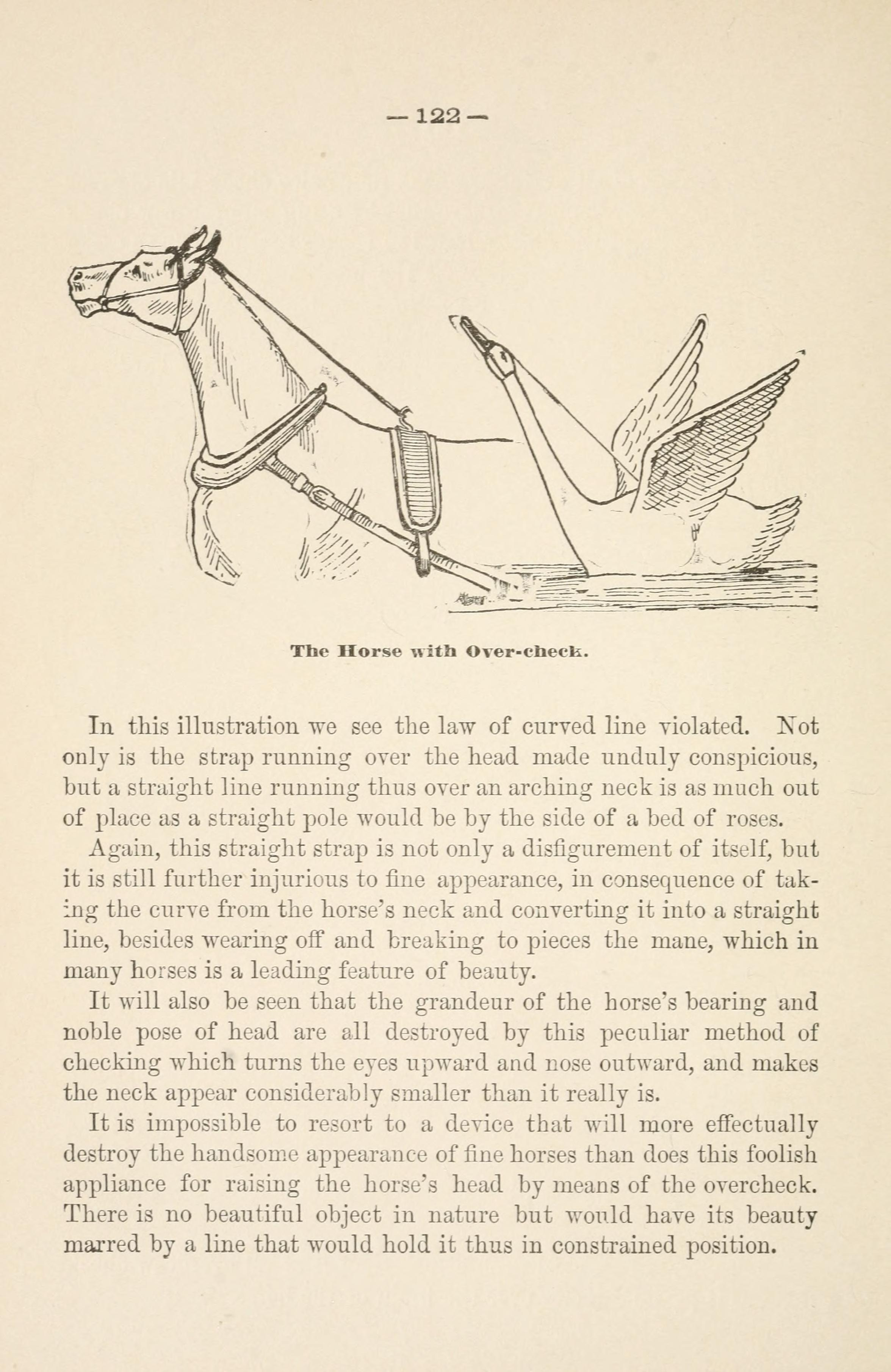
Bild som protesterar mot användningen av stuptygel.

Tygeln drogs åt så att hästens huvud tvangs uppåt och bakåt eftersom man tyckte att det såg elegant ut. I och med detta försvårades hästens andning, dragkraften reducerades markant och ryggen sänktes till följd av den kraftigt höjda halsen. Detta ledde inte sällan till kraftiga muskel- och kotproblem i nacke och rygg, vilket i sin tur orsakade hältor. Hästar som kördes med stuptygel kunde inte använda sin fulla kapacitet eftersom de inte kunde ta i med halsen och ryggen, och drabbades därför ofta av allvarliga förslitningar. Så småningom började hästarnas lidande till följd av användning av stuptygel uppmärksammas av veterinärer och djurrättsaktivister. En av dem som protesterade mot stuptygeln var den engelska författarinnan Anna Sewell, som i sin bok Vackre Svarten (Black Beauty)  beskriver hur okunniga människor av ren fåfänga utsätter hästar för denna tortyr. Boken utgavs 1877 och anses ha bidragit till att stuptygelns bruk i stort sett avskaffades.

## Stuptyglar idag
Trots att man idag är medveten om de allvarliga konsekvenser det kan få finns det fortfarande två användningsområden för stuptygeln. Det ena är uppvisningskörning med gångartshästar, främst i USA. Det andra är travsporten, som vanligen använder sig av en så kallad uppkäk eller uppcheck, det svenska namnet på overcheck (även den traditionella stuptygeln med en rem på varje sida förekommer, under namnet nackcheck). Uppkäkens bruk har inte med estetik att göra utan syftar till att få hästen att anstränga sig mer än den egentligen orkar. När hästen rör sig i mycket snabb trav håller den huvudet naturligt högt, men när den vill sakta av, sänker den huvud och hals. Genom att omöjliggöra detta försöker man förmå hästen att fortsätta hålla ett högt tempo trots att den är trött. Bruket av uppkäk får i allmänhet väldigt litet kritik, eftersom travsporten beskriver hjälptygeln som "ett stöd som hjälper hästen om den blir trött". Det är dock välkänt att många travhästar drabbas av problem i nacke och rygg.